# Ouled Zidane
Ouled Zidane  (in arabo أولاد زيدان‎?) è un centro abitato e comune rurale del Marocco situato nella provincia di Berrechid, regione di Casablanca-Settat. Conta una popolazione di 6 434 abitanti (censimento 2014).